# 高守訓
高守訓（？—？），山東濰縣人，清朝政治人物。同進士出身。他於乾隆五十八年（1793年)考中癸丑科进士。
嘉慶五年十二月，接替郎賡，擔任宜興縣知縣。后由沈映枫接任。高守訓回故里后在潍阳书院開課教授學生。